# Buccinum tumidulum
Buccinum tumidulum is een slakkensoort uit de familie van de Buccinidae. De wetenschappelijke naam van de soort werd on 1878 voor het eerst geldig gepubliceerd door Georg Ossian Sars.